# Marco Aurélio Ribeiro Sousa
Marco Aurélio Ribeiro Sousa (sinh ngày 29 tháng 1 năm 1995 ở Porto) là một cầu thủ bóng đá người Bồ Đào Nha thi đấu cho F.C. Paços de Ferreira ở vị trí thủ môn.